# الدهماني
الدهماني إحدى مدن الجمهورية التونسية، تقع في ولاية الكاف في إقليم الشمال الغربي، وهي مركز معتمدية تحمل نفس الاسم. ينشط في المدينة النادي الرياضي الدهماني.

## تاريخها
تقع الدهماني في منطقة تاريخية هامة غير بعيد عن المدينتين الرومانيتين مكتريس (مكثر) وتيبرس (المدينة) والأربص (السرس).
منذ عام 1941، أصبحت المنطقة أبرشية تابعة لأبرشيلمجاورة الرومانية الكاثوليكية. في عام 1943، استضافت القوات الأمريكية المشاركة في القتال على الجبهة الأفريقية خلال الحرب العالمية الثانية. [بحاجة لمصدر] كان اسم "إبا كسور" هو الاسم القديم للدهماني. يُعتقد أن كلمة "إبا" مشتقة من الكلمة الأمازيغية التي تعني "مصدر ماء" أو "نبع"، بينما تعني "كسور" "القرى" أو "المدن المحصنة". وبالتالي، يمكن أن يُترجم "إبا كسور" تقريباً إلى "قرى مصادر الماء" أو "مدن الينابيع المحصنة".
تاريخ مدينة دهماني يمتد لآلاف السنين، وقد شهد العديد من الحضارات المختلفة. كانت دهماني في فترة الحكم الروماني مركزاً مهماً لإنتاج زيت الزيتون، ولا تزال بعض أطلال الفيلات والحمامات الرومانية ظاهرة في الريف المحيط. خلال الفتح العربي لشمال إفريقيا في القرن السابع، كانت دهماني من أوائل المدن التي اعتنقت الإسلام، ولعبت دوراً مهماً في نشر الدين، حيث عاش فيها العديد من العلماء والأولياء الصوفيين خلال تلك الفترة.
في القرن الرابع عشر، حكمت المدينة أسرة الحفصيين، وهي سلالة بربرية سيطرت على جزء كبير من شمال إفريقيا. قامت الأسرة ببناء العديد من المساجد والمدارس الإسلامية في دهماني، بما في ذلك مسجد العتيق، الذي لا يزال قائماً حتى اليوم. خلال الفترة العثمانية التي بدأت في القرن السادس عشر، أصبحت دهماني مركزاً للزراعة والتجارة. قام العثمانيون ببناء حصن في المدينة المجاورة الكاف، مما ساعد على تأمين المنطقة وتعزيز التجارة. استفادت دهماني من هذه الفترة من الاستقرار، وأصبح العديد من سكانها تجاراً أثرياء.
في القرن التاسع عشر، خضعت تونس للحكم الاستعماري الفرنسي، ودمجت دهماني في المنطقة الإدارية الجديدة للكاف. قام الفرنسيون ببناء عدة مبانٍ عامة في المدينة، بما في ذلك مكتب بريد ومدرسة، مما ساعد على تحديث المنطقة. بعد استقلال تونس في عام 1956، بقيت دهماني مدينة ريفية صغيرة ذات اقتصاد زراعي بشكل رئيسي. ومع ذلك، في السنوات الأخيرة، بدأت المدينة في تطوير قطاع السياحة، ويأتي العديد من الزوار الآن لاستكشاف جمالها الطبيعي وتراثها الثقافي.
**إضافة تاريخية:**
في بداية القرن العشرين، شهدت دهماني تحولاً طفيفاً في البنية التحتية المحلية. تم إنشاء مشاريع لتحسين شبكات المياه والطرق، مما ساهم في تحسين جودة الحياة للسكان المحليين. خلال فترة الاستقلال، كانت دهماني أيضاً مكاناً للعديد من المبادرات الثقافية والفنية التي ساعدت على تعزيز الهوية الثقافية المحلية. وبفضل موقعها الاستراتيجي وتاريخها العريق، أصبحت دهماني اليوم وجهة سياحية تبرز تاريخها الغني وتنوعها الثقافي، مما يساهم في الحفاظ على تراثها وتعزيز الاقتصاد المحلي.

قد اتخذت موقعها على خط السكك الحديدية بين قريتي أبة والقصور وحملت اسمهما أبة قصور، وبقيت تحمل هذا الاسم إلى عام 1973 لتحمل منذئذ اسم وليها سيدي الدهماني المولود حوالي عام 551هـ/1190م.

في 1981 سقط قرب المدينة نيزك سمي نيزك الدهماني ويزن 18 كغ.

## مقالا ذات صلة
- نيزك الدهماني
- ولاية الكاف.

## أعلام
- فوزية الزواري
- أيمن سلطاني
- فتحية خيري
- عبد الرحيم الزواري